# Remmarkläppen
Remmarkläppen är klippor i Finland.   De ligger i kommunen Kimitoön i landskapet Egentliga Finland, i den södra delen av landet, 150 km väster om huvudstaden Helsingfors.
Terrängen runt Remmarkläppen är platt.  Närmaste större samhälle är Dragsfjärd, 11,8 km öster om Remmarkläppen. 